# تشقاشفيع (مقاطعة تشرداول)
تشقاشفيع (بالفارسية: چقاشفیع) هي قرية، تقع في قسم هليلان الريفي في إيران.